# Fraticelli di Monte Malbe
I Fraticelli di Monte Malbe erano un ordine religioso fondato nel XIV secolo a Monte Malbe, presso Perugia, da Francesco di Niccolò da Perugia, la cui sede era presso l'eremo di Santa Maria del Sasso di Montemalbe.

## Storia
L'ordine si diffuse in seguito ergendo eremi nei dintorni, come l'eremo dei Palazzi presso Olmo e l'eremo del Podere Seradino presso Migiana di Montemalbe; non solo in questo territorio, ma anche presso Sansepolcro (Vepre) e sul Monte Subasio, presso Assisi. Ai fraticelli è anche riconosciuta la proprietà di una cappella dedicata a S. Caterina, oggi inglobata nel Convento dei Frati Cappuccini di Montemalbe. Questi eremiti seguivano la regola di sant'Agostino e l'ordine fu approvato dai vescovi di Perugia e di Città di Castello. Nel 1363 il vescovo di Perugia nomina come nuovo priore generale fra Liberato di Simone da Sansepolcro. L'ordine fu oggetto dell'inquisizione nel 1361-1362, che accusò i fraticelli di eresia in quanto possedenti un testo sacro appartenente ad un altro ordine siciliano giudicato eretico. Il movimento perugino, sempre più coinvolto nella vita politica locale degli ultimi decenni del XIV secolo (avevano supportato la fazione popolare dei Raspanti e forse avuto voce in capitolo nelle elezioni cittadine), avrà fine violenta nel 1392, quando un manipolo di soldati, forse inviati dal Comune stesso, saccheggerà il convento di Santa Maria del Sasso, uccidendo il priore e un novizio. La divisa dei fratres era costituita da una tonaca bianca ed un cappuccio grigio bluastro, probabilmente tinto con il guado (Isatis tinctoria).
L'esperienza dei fraticelli di Monte Malbe si caratterizza per il radicale atteggiamento pauperistico, in polemica opposizione con i Frati Minori, accusati di essersi allontanati dall'ideale delle origini: una pratica alquanto contraddittoria, in quanto i frati avevano diritto a numerosi vantaggi (il loro eremo era stato donato dal Comune ed era regolarmente sovvenzionato) e probabilmente praticavano la commenda (come testimoniano le attività di estrazione del "marmo nero di Toppo Tanella" adiacenti all'eremo). Ai fraticelli di Montemalbe è anche attribuito un libro di accuse religiose, noto nella letteratura antica come Liber fraticellorum perusinorum, in cui l'ordine muove accuse di diversa natura contro i Francescani, anch'essi avente sede nel vicino podere della Carpaneta, oggi totalmente irriconoscibile e inglobato in una residenza privata di Montemalbe.